# 타워 디펜스

타워 디펜스 장르를 다루는 게임의 예시

타워 디펜스(Tower defense)는 디펜스 게임의 장르 중 하나로, 길목에 망루 따위를 설치하여 그 경로를 통과하려는 적을 섬멸하여 쓰러뜨리는 것을 목적으로 하는 게임이다. 적이 경로를 통과하거나, 경로를 통과하여 체력이 깎이면 게임 오버가 되는 등의 방식을 가지고 있다.
원하는 위치에 공격 캐릭터와 시설을 배치하고 배치된 시설과 캐릭터는 자동으로 행동하는 것이 특징이다. 각 게임에 따라 세부 사항이 다를 수 있지만, 기본적으로 플레이어가 할 수 있는 것은 맵의 어디에 무엇을 배치 하는가 하는 것이다. 그러나 시설과 캐릭터를 배치하려면 비용이 소요되는 등의 제한이 걸려있다.